# سلوى محمد علي
سلوى محمد علي (29 أكتوبر 1964 -)، ممثلة مصرية. اشتهرت بأداء دور «الخالة خيرية» في برنامج الأطفال عالم سمسم. بالإضافة لعشرات الأعمال في الشاشة التلفزيونية والأفلام السينمائية وذلك بأدوار ثانوية.

## أعمالها
- مسلسل: أشغال شقة جدا 2025
- 30 يوم
- مسلسل: سيرة حب
- مسلسل: شمس
- مسلسل: فرح ليلى
- مسلسل: ذات
- مسلسل: أشجار النار
- ريموت كنترول
- مسلسل: كاريوكا
- ليلى.
- سبرتاية 2013
- فيلم 2011.
- الشوق.
- فيلم 2011.
- بيبو وبشير.
- فيلم 2011.
- ميكروفون.
- فيلم 2011 خالة شاهين.
- عالم سمسم.
- برنامج 2011 خالة خيرية.
- راجل وست ستات (ج8).
- سيت كوم 2011.
- الحارة.
- مسلسل 2010 سعديه.
- ملكة في المنفى.
- مسلسل 2010 والدة رياض غالي.
- نص أنا نص هو.
- سيت كوم 2010 ضيف شرف.
- امرأة في ورطة.
- مسلسل 2010.
- بالشمع الأحمر.
- مسلسل 2010 أخت عادل.
- بنتين من مصر.
- فيلم 2010.
- لحظات حرجة 2.
- مسلسل 2010.
- موعد غرامي.
- فيلم 2010.
- سيدة الفجر.
- مسرحية 2009.
- وتر مشدود.
- مسلسل 2009
- إحكي يا شهرزاد.
- فيلم 2009.
- بسنت ودياسطى في بورتو أبو عجوة.
- رسوم متحركة 2009 نحمدو.
- 25. عصابة بابا وماما.
- مسلسل 2009 ضيف شرف.
- 26. فراولة.
- مسلسل إذاعي 2009.
- 27. كاريوكى.
- فيلم 2008 أم نور.
- 28. قبلات مسروقة.
- فيلم 2008.
- 29. المش مهندس حسن.
- فيلم 2008 والدة مها.
- 30. الهاربه.
- مسلسل 2008.
- 31. جنينة الأسماك.
- فيلم 2008 ماجده.
- 32. الغابة.
- فيلم 2008 أم رمضان.
- 33. خارج على القانون.
- فيلم 2007 اخت عمر.
- 34. لحظات حرجة.
- مسلسل 2007 3 حلقات.
- 35. أريد خلعاً.
- فيلم 2005 الحاجة زوجة حسين العمدة عم طارق.
- 36. أحلى الأوقات.
- فيلم 2004 عزة (اخت ربيع).
- 37. فيلم هندي.
- فيلم 2003.
- 38. عالم سمسم.
- مسلسل 2002 الخالة خيرية.
- 39. مذكرات مراهقة.
- فيلم 2001 وجيدة - عمة جميلة.
- 40. الملك لير.
- مسرحية 2001 ريغن.
- 41. الرقص على سلالم متحركة.
- مسلسل 2001 الفت عزام.
- 42. كرسى في الكلوب.
- فيلم 2001.
- 43. الأبواب المغلقة.
- فيلم 2000 لبنى.
- 44. جاءنا البيان التالي.
- فيلم 2000 العروس الفائزة بالجائزة.
- 45. البطل.
- فيلم 1998.
- 46. الشراقي.
- مسلسل 1997.
- 47. مرسيدس.
- فيلم 1993.
- 48. بوجي وطمطم واسرار جحا.
- 1993 الست حرباية.
- 49. لا اله الا الله - الجزء الرابع.
- مسلسل 1988 الوجه الجديد.
- 50. كنجية ليل.
- فيلم قصير 1900.
- 51. الخروج من الشرنقة.
- تمثيلية.
- مسلسل أرض النفاق

### رسوم متحركة
- الأسد الملك - شينزي
- حكاية لعبة - والدة أندي
- الوالدان السحريان - الأم (الموسم 1-4)
- عالم الطباشير - مديحة
- أسطورة مريدا - الملكة إلينور
- البحث عن دوري - سلوي محمد علي في مستشفي الاسماك.

## روابط خارجية
- سلوى محمد علي على موقع IMDb (الإنجليزية)
- سلوى محمد علي على موقع الدهليز
- سلوى محمد علي على موقع قاعدة بيانات الأفلام العربية
- سلوى محمد علي على موقع ألو سيني (الفرنسية)
- سلوى محمد علي على موقع قاعدة بيانات الفيلم (الإنجليزية)
- سلوى محمد علي على موقع كينوبويسك (الروسية)